# Cislău (gmina)
Cislău – gmina w Rumunii, w okręgu Buzău. Obejmuje miejscowości Cislău, Bărăști, Buda Crăciunești, Gura Bâscei i Scărișoara. W 2011 roku liczyła 4697 mieszkańców.